# 來玉林
來玉林（1870年代—？），字彥士，浙江省蕭山縣人，清末、中華民國大陸時期政治人物。

## 生平
民國元年（1912年），署理仙遊縣知事，民國4年（1915年）10月轉任思明縣署理知事，被授予七等嘉禾勳章和五等文虎勳章。
後陞思明縣知事，民國6年（1917年）12月起兼署理永春縣知事。後護理廈門道尹兼任廈門市政局局長。